# Tom Okker
Tom Okker, med smeknamnet Den Flygande Holländaren, född 22 februari 1944 i Amsterdam, Nederländerna, är en högerhänt tidigare professionell nederländsk tennisspelare. Okker blev professionell tennisspelare 1968 och rankades på ATP-touren som en av världens tio bästa singelspelare 1968-74. Som bäst rankades han på tredje plats (första gången i mars 1974). Han är en av de fem manliga spelare som vunnit över hundra (109) turneringstitlar (ATP, WCT och ITF/Grand Prix) fördelat på 31 i singel (22 ATP-titlar)- och 78 i dubbel (69 ATP-titlar), det senare ännu gällande rekord.

## Tenniskarriären
Säsongen 1968, under sitt första år som proffs, vann Okker både singel- och dubbeltitlarna i Italienska öppna. Han var också samma år singelfinalist i US Open, som det året för första gången spelades som "Open". I finalen mötte han amerikanen Arthur Ashe, som fortfarande var amatörspelare. Matchen blev mycket jämn, och slutligen lyckades Ashe vinna efter fem spelade set (14-12, 5-7, 6-3, 3-6, 6-3). Förloraren Okker kunde som proffs kvittera ut 14.000 US dollar, medan Ashe fick nöja sig med 28 US dollar för utlägg under turneringen.
Säsongen 1969 spelade Okker dubbelfinal i Wimbledonmästerskapen tillsammans med Marty Riessen. Paret förlorade mot det australiska paret John Newcombe/Tony Roche (5-7, 9-11, 3-6).
Säsongen 1973 vann Okker dubbeln i Italienska öppna, och några veckor senare dubbeltiteln i Franska öppna tillsammans med John Newcombe. I finalen i Paris besegrades paret Jimmy Connors/Ilie Nastase med 6-1, 3-6, 6-3, 5-7, 6-4. År 1976 vann han dubbeltiteln i US Open tillsammans med Marty Riessen. Paret besegrade där P. Krone/C. Letcher med 6-4, 6-4.
Tom Oker deltog i det nederländska Davis Cup-laget 1964-68, 1973, 1975, 1978-81. Han spelade totalt 35 matcher av vilka han vann 15.

## Spelaren och personen

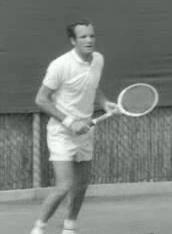
Tom Okker (1970).

Tom Okker upphörde med internationell tävlingstennis 1980. Han hade då tjänat 1,257,200 US dollar.
Tom Okker upptogs 2003 i International Jewish Sports Hall of Fame.

## Grand Slam-titlar
- Franska öppna
  - Dubbel - 1973
- US Open
  - Dubbel -1976